# Los Cardos
Los Cardos es una comuna del departamento San Martín, en el centro-oeste de la provincia argentina de Santa Fe, distando 239 km de la ciudad capital provincial Santa Fe.
Su principal actividad económica es la agricultura. Los cultivos más destacados son la soja, el maíz y el trigo. La producción de leche y carne, dos actividades importantes en el pasado, han sido desplazadas por la producción de cereales y oleaginosos.
Los Cardos es un buen ejemplo de pueblo de llanura: urbanísticamente compacto y excelentes espacios verdes, como su plaza Principal, con grandes árboles centenarios y parquizada con calidad urbana. La rodean los edificios de la Comuna, la iglesia, la escuela primaria. Otro ejemplo es el parque del Club Unión: con especies autóctonas de gran tamaño y lugares para gozar del día y acampar.

## Población
Cuenta con 1,438 habitantes (Indec, 2010), lo que representa un incremento frente a los 1,359 habitantes (Indec, 2001) del censo anterior.
| Gráfica de evolución demográfica de Los Cardos entre 1991 y 2010 |
|                                                                  |
| Fuente: Censos nacionales del INDEC                              |

## Toponimia
Debe su nombre a la flor nacional de Escocia en homenaje al paso del ferrocarril y a los dueños de las tierras que las donaron para que se funde el pueblo, los cuales eran en su mayoría de nacionalidad británica. Lo mismo ocurre con las ciudades de Las Rosas (Inglaterra) y El Trébol (Irlanda)

## Plantaaceitera
AFA ("Agricultores Federados Argentinos") tiene una planta de aceites vegetales, de 500 t/día, a la que se le acopla la etapa de refinamiento. Comenzó a funcionar en 1993, extrayendo un 19,3 % de aceite, el resto es harina con un máx. de 2 % de materia grasa, un 41 % de proteína y un 12 % de humedad, que luego de 45 a 60 días tiene problema de enrranciamiento. 
Pueden hacer pellet de mayor % proteico (pellet de alta) con 47 % de proteína, la diferencia radica en que el grano es descascarado antes del proceso de extracción. Ese pellet tiene mejor precio de venta, aunque el proceso industrial de obtención es más costoso. 
El aceite crudo tiene un valor actual de US$/tn 920 – 32 % de Derecho de Exportación, el costo por TN de soja procesada es de US$ 40.
Desde el año 2004 la cooperativa cuenta con una planta refinadora de aceite crudo, por tal motivo todo el aceite es refinado, el mismo tiene un sobreprecio de US$/tn 100 dólares respecto al crudo, el costo del refinado es de US$/tn 50. A su vez brindan el servicio de refinado a terceros a un costo de US$/tn 120. La planta de refinado tiene una capacidad de 100 TN/día y piensan aumentar la capacidad de procesado a 150 TN/día.
A la goma (fosfátidos que se obtienen del desgomado por centrifugado) en la actualidad la agregan al pellet, pero en el corto plazo comenzarán a procesarla (secarla) para obtener "lecitina de soja", que tiene un valor de US$ 750 TN. Calculan que pueden producir 3 TN/día. 

## Creación de la Comuna
- octubre de 1928

## Santo Patrono
- San Miguel Arcángel – Festividad: 29 de septiembre